# Uvdals kommun
Uvdals kommun (norska: Uvdal kommune) var en kommun i Buskerud fylke i Norge. Byn Uvdal utgjorde kommunens centralort.

## Administrativ historik
Opdals kommun upprättades den 1 januari 1901 genom utbrytning ur Nore kommun. Kommunen omfattade då den västra delen av  nuvarande Nore og Uvdals kommun samt den sydöstra delen av nuvarande Hols kommun och hade 1 429 invånare vid upprättandet.
Den 22 januari 1932, genom kunglig resolution, bytte kommunen namn från Opdals kommun till Uvdals kommun.
1937 överfördes ett bebott område (Dagali krets med 220 invånare) från Uvdals kommun till Hols kommun. Den återstående delen omfattade den västra delen av nuvarande Nore og Uvdals kommun.
Den 1 januari 1962 gick Uvdals kommun, tillsammans med Nore kommun, upp i den då nybildade Nore og Uvdals kommun. Kommunens hade då 1 213 invånare.